# Srnčí vrch
Srnčí vrch är ett berg i Tjeckien.   Det ligger i regionen Vysočina, i den centrala delen av landet, 140 km sydost om huvudstaden Prag. Toppen på Srnčí vrch är 683 meter över havet.
Terrängen runt Srnčí vrch är huvudsakligen platt, men norrut är den kuperad. Runt Srnčí vrch är det ganska tätbefolkat, med 129 invånare per kvadratkilometer. Närmaste större samhälle är Třebíč, 13,7 km nordost om Srnčí vrch. Trakten runt Srnčí vrch består till största delen av jordbruksmark.